# Unimongemong
Unimongemong är en kulle i Mikronesiens federerade stater. Den ligger i kommunen Tonoas och delstaten Chuuk, i den västra delen av landet, 700 km väster om huvudstaden Palikir. Toppen på Unimongemong är 57 meter över havet.